# Casanova's Big Night
Casanova's Big Night (Brasil: A Grande Noite de Casanova) é um filme estadunidense de 1954, do gênero comédia, dirigido por Norman Z. McLeod e estrelado por Bob Hope e Joan Fontaine. Rodado dois anos antes, o filme é uma luxuosa tentativa de repetir o sucesso de Monsieur Beaucaire, com tímidos resultados. Vincent Price faz uma ponta sem créditos, como o real Casanova.

## Sinopse
Itália, 1757. Assoberbado por dívidas, Casanova foge de Parma e seu alfaiate, Pippo Popolino, toma seu lugar em uma conspiração que deve resultar-lhe em rico casamento. Entre aulas de etiqueta e esgrima, Pippo precisa testar a fidelidade de Elena, nora da duquesa de Castelbello, e lutar por sua própria vida.

## Elenco
| Ator/Atriz     | Personagem          |
| -------------- | ------------------- |
| Bob Hope       | Popp Popolino       |
| Joan Fontaine  | Francesca Bruni     |
| Audrey Dalton  | Elena Di Gambetta   |
| Basil Rathbone | Lúcio               |
| Hugh Marlowe   | Stefano Di Gambetta |
| Arnold Moss    | Doge                |
| John Carradine | Foressi             |
| John Hoyt      | Maggiorin           |
| Lon Chaney Jr. | Emo                 |
| Raymond Burr   | Bragadin            |